# کینگستون سیمور
کینگستون سیمور (به انگلیسی: Kingston Seymour) یک روستا و محله مدنی در بریتانیا است که در سامرست شمالی واقع شده‌است. کینگستون سیمور ۳۸۸ نفر جمعیت دارد.